# Petirrojo (novela)
Petirrojo es la tercera novela de la serie del detective Harry Hole, escrita por Jo Nesbø en el año 2000.

## Sinopsis
La aparición de un rifle Marklin y el ambiguo pasado de Noruega durante la Segunda Guerra Mundial son dos de los ingredientes que utiliza Jo Nesbø para escribir la tercera entrega del detective Harry Hole.

## Argumento
En Leningrado, durante la Segunda Guerra Mundial, un pequeño grupo de voluntarios de las Waffen-SS de Noruega ocupan unas trincheras a escasos kilómetros del frente oriental soviético. Uno de ellos, Daniel Gudeson, recibe un disparo en la cabeza en la víspera de Año Nuevo. Esa misma noche, otro soldado llamado Sindre Fauke desaparece y todo apunta a que ha desertado, uniéndose a los rusos. Curiosamente, días después, el cuerpo de Gudeson reaparece en la trinchera. Días más tarde, una granada  lanzada por soldados soviéticos hará que los soldados noruegos sean trasladados al hospital. Uno de ellos se enamorará de una enfermera bajo el pseudónimo de Urías. Tras varios meses, Urías y la enfermera se fugan juntos, pero finalmente tendrán que separarse.
Décadas más tarde, Hole es designado como comisario en la brigada de Inteligencia de la policía de Oslo. A partir de este momento se dedicará a seguir el rastro de un rifle Marklin que ha entrado ilegalmente en Noruega. Además, un grupo de neonazis entra en escena. Hole y Ellen, escuchan rumores acerca de un hombre relacionado con el comercio de armas llamado "El Príncipe".  
Ellen descubre accidentalmente la identidad de El Príncipe, pero es asesinada por Sverre Olsen, uno de los neonazis, antes de que pueda identificarlo ante Hole. Cuando Hole y su nuevo asistente intentan arrestar a Olsen, descubren que otro inspector de policía, Tom Waaler, le disparó en defensa propia .
Meses más tarde, el ministro de Asuntos Exteriores y una anciana llamada Signe Juul son asesinadas por el rifle de francotirador. Hole encuentra un vínculo entre los asesinatos y los colaboradores noruegos en la ocupación nazi. Además se da cuenta de que el asesino sufre un trastorno bipolar, siendo la segunda personalidad la de Daniel Gudeson. En un primer momento Hole creerá que el esposo de Juul, Even, quien estaba obsesionado con Gudeson, está detrás de los asesinatos. Sin embargo, Hole se dará cuenta que Even se ha suicidado en un intento de impedir que su "otra personalidad" continúe con los asesinatos.  
Días más tarde encuentra el diario del asesino, en el que ataca a la familia real noruega y otros funcionarios gubernamentales que huyeron a Inglaterra durante la ocupación, y que más tarde consideraron a los simpatizantes nazis noruegos como "traidores", a pesar de la resistencia que mostraron ante las embestidas de las fuerzas comunistas de la URSS. Al final del diario, amenaza con asesinar al Príncipe Heredero de Noruega en el Día de la Constitución como venganza ante la  traición de la realeza durante la Segunda Guerra Mundial. Harry se apresura a evitar el asesinato, logrando detener al francotirador en el último segundo.